# Amici (cráter)

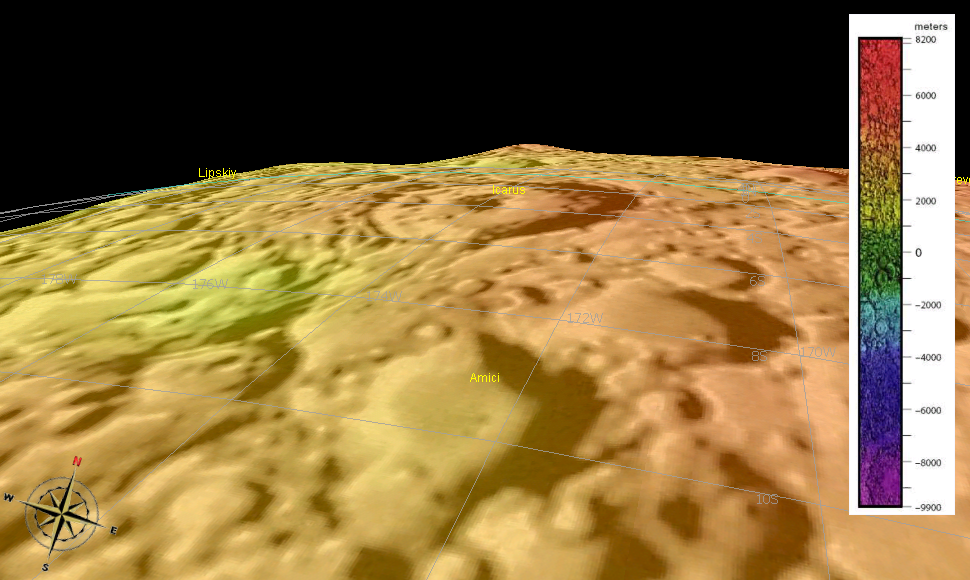
Imagen generada por ordenador del cráter Amici (centro abajo), coloreado para mostrar la altitud (según la escala de la derecha)

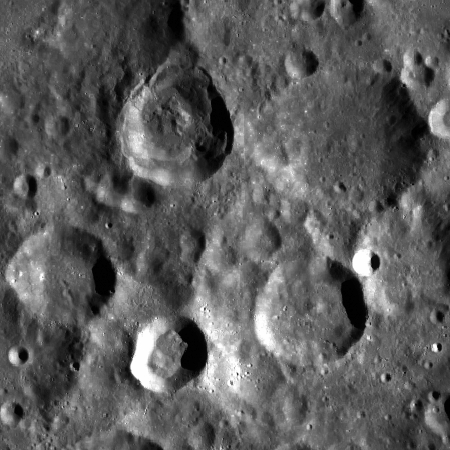
Fotografía de la misión Lunar Reconnaissance Orbiter

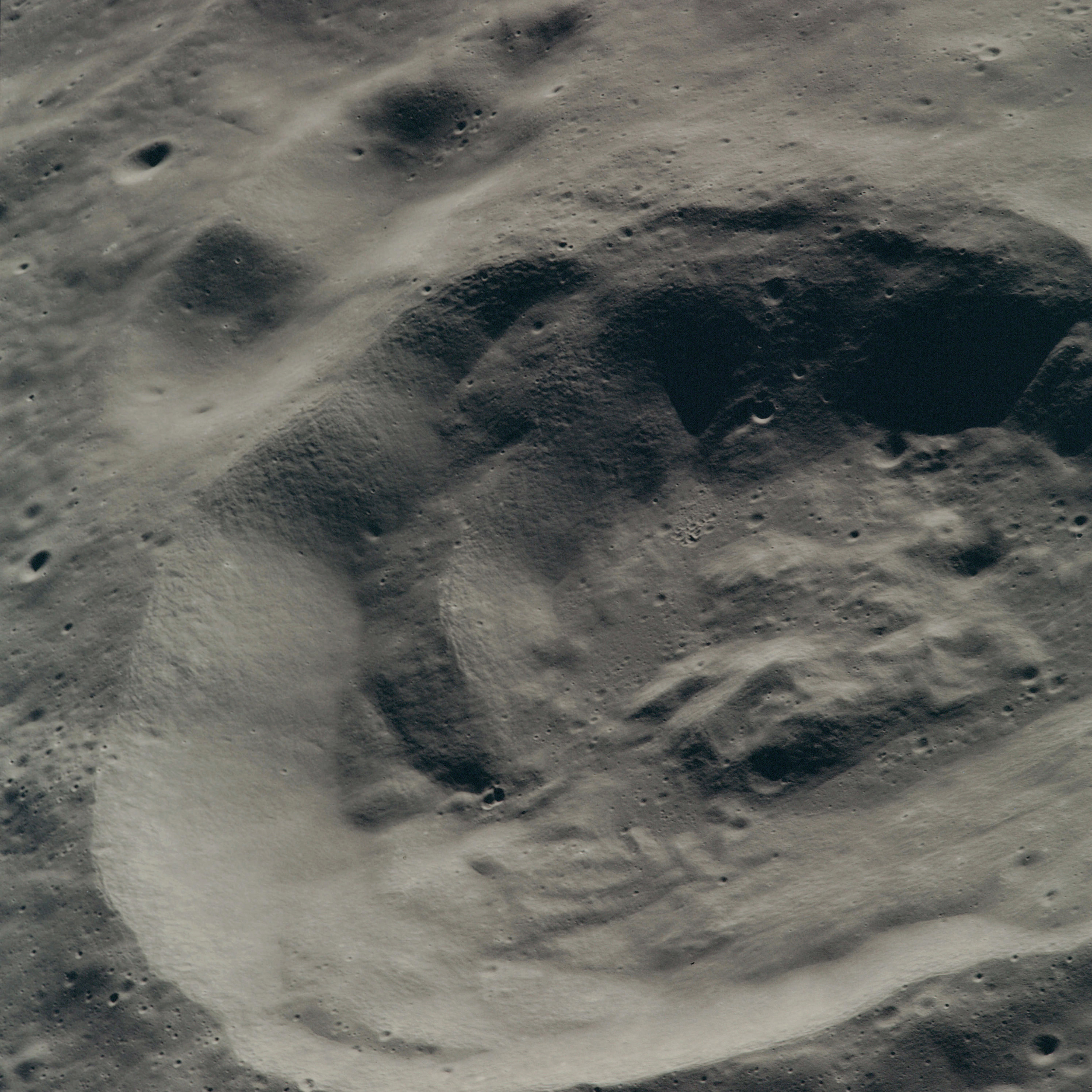
Amici T. Fotografía de la misión Apolo 8

Amici es un cráter de impacto perteneciente a la cara oculta de la Luna. Se encuentra al sur del cráter más grande Icarus, y al norte de McKellar.
El borde de Amici ha sido erosionado y distorsionado por impactos posteriores, por lo que ahora presenta una forma ligeramente poligonal. Posee un valle en el extremo sur que se extiende hacia el cráter satélite Amici M. El suelo interior no tiene formaciones de impacto notables, pero está marcado con pequeños cráteres.

## Cráteres satélite
Por convención estos elementos son identificados en los mapas lunares poniendo la letra en el lado del punto medio del cráter que está más cercano a Amici.
|       | \| Amici \| Coordenadas \| Diámetro \| \| ----- \| -------------------------------- \| -------- \| \| M \| 11°48′S 171°54′O / -11.8, -171.9 \| 105 km \| \| N \| 11°48′S 172°30′O / -11.8, -172.5 \| 39 km \| \| P \| 12°18′S 174°06′O / -12.3, -174.1 \| 31 km \| \| Q \| 12°00′S 175°42′O / -12.0, -175.7 \| 47 km \| \| R \| 11°24′S 175°12′O / -11.4, -175.2 \| 34 km \| \| T \| 9°42′S 174°00′O / -9.7, -174.0 \| 43 km \| \| U \| 8°42′S 175°30′O / -8.7, -175.5 \| 96 km \| |          |
| Amici | Coordenadas | Diámetro |
| M     | 11°48′S 171°54′O / -11.8, -171.9 | 105 km   |
| N     | 11°48′S 172°30′O / -11.8, -172.5 | 39 km    |
| P     | 12°18′S 174°06′O / -12.3, -174.1 | 31 km    |
| Q     | 12°00′S 175°42′O / -12.0, -175.7 | 47 km    |
| R     | 11°24′S 175°12′O / -11.4, -175.2 | 34 km    |
| T     | 9°42′S 174°00′O / -9.7, -174.0 | 43 km    |
| U     | 8°42′S 175°30′O / -8.7, -175.5 | 96 km    |